# 西海市営交通船

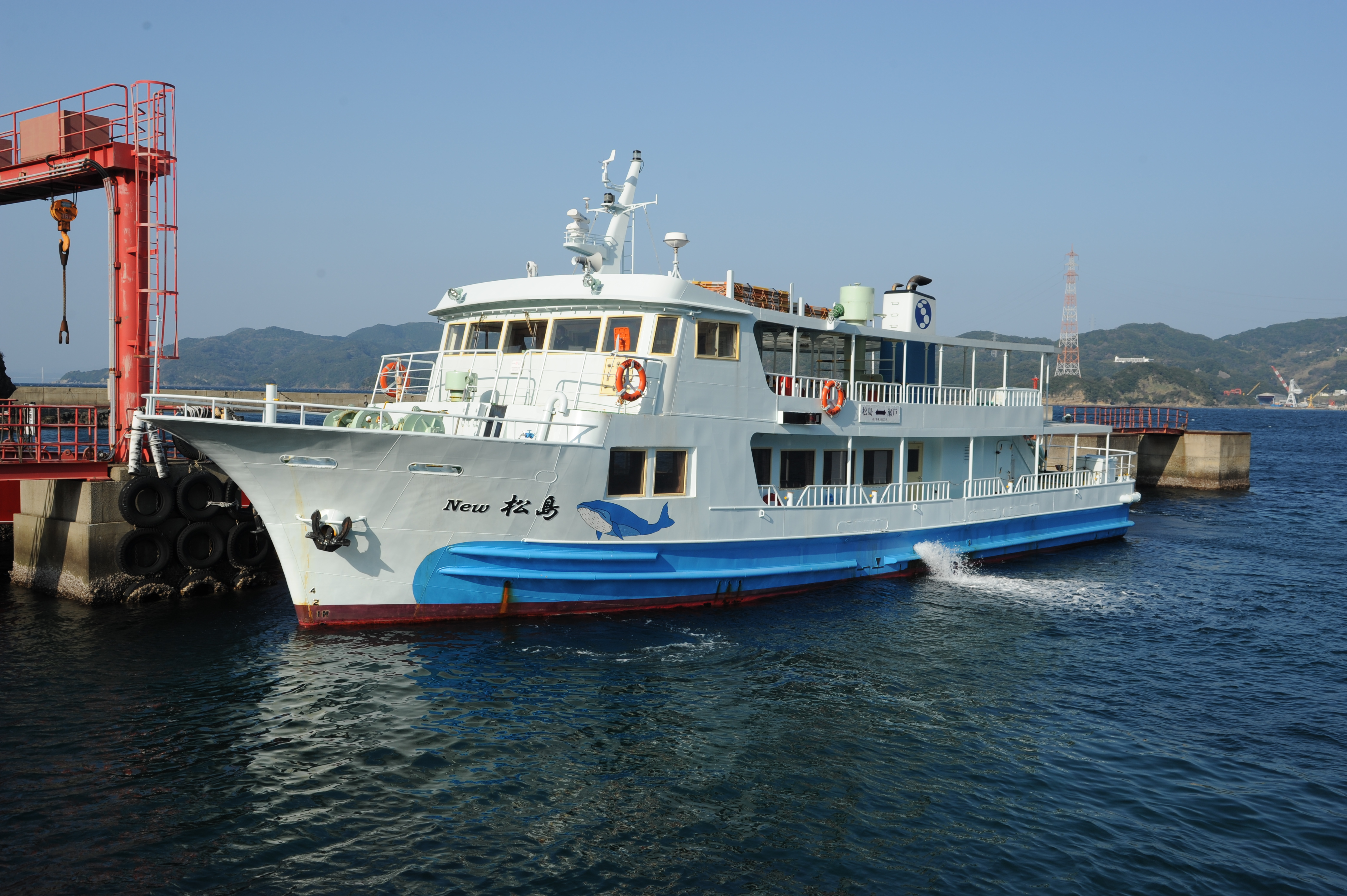
西海市営交通船「New 松島」

西海市営交通船（さいかいしえいこうつうせん）は、長崎県西海市が運航する一般定期旅客航路である。西海市の離島である松島と九州本土の瀬戸港を連絡している。

## 概要
1955年（昭和30年）より大瀬戸町が運航していた航路を、2005年（平成17年）の合併により継承した。離島航路であるが、利用者の80%以上を松島火力発電所関連の島外利用者が占め、利用状況は安定している。また、瀬戸 - 松島航路は民営の西海沿岸商船、江崎海陸運送とのトリプルトラックとなっており、国庫補助・県単独補助の対象外である。

## 航路
- 瀬戸 - 釜浦（松島）[2]

航路距離2.4km、所要時間10分
一日15往復運航
大瀬戸町時代には釜浦 - 内浦（松島）の航路も存在した。2024年現在、瀬戸 - 内浦には江崎海陸運送のフェリーが就航している

## 船舶

### 現在の船舶
- New 松島[2]
2004年（平成16年）7月3日就航
99総トン、全長24.52m、全幅6.5m、型深さ2.59m、ディーゼル、機関出力622kw、航海速力15ノット、旅客定員220名

### 過去の船舶
- 松島丸（初代）[4][5]
1954年（昭和29年）7月進水
16.15総トン、木造、焼玉機関→ディーゼル、機関出力40ps→45ps、航海速力7ノット、旅客定員47名→50名

- 松島丸（2代）[6]
1972年（昭和47年）2月進水
48.89総トン、ディーゼル、機関出力200ps、航海速力8ノット、旅客定員100名

- 第二松島丸[7]
1984年（昭和59年）4月進水・竣工、三浦造船所大瀬戸建造
64総トン、登録長23.51m、型幅5.70m、型深さ2.19m、ディーゼル、機関出力500ps、航海速力11ノット、旅客定員220名